# Busan-Tower
Der Busan-Tower ist ein 120 Meter hoher Aussichtsturm im Stadtteil Jung-gu der südkoreanischen Großstadt Busan.

## Beschreibung
Nach zehnjähriger Bauzeit wurde der Busan-Tower am 11. Oktober 1973 eröffnet. Der Turm steht im Yongdusan-Park auf einer Anhöhe 69 Meter über dem Meeresspiegel und bietet einen weiten Ausblick auf die umliegenden Stadtteile sowie den Hafen. Der Turm gliedert sich in ein breites Eingangsgebäude, einen schmalen Turmschaft und eine Aussichtsplattform mit Turmspitze. Die vollverglaste Aussichtsplattform enthält ein Restaurant. Die kleine Turmspitze wurde dem Dabotap im Bulguksa nachempfunden. Nach Renovierungsarbeiten wurde der Turm im Juli 2017 wiedereröffnet.